# Beverly Pepper
Beverly Pepper, nata Beverly Stoll (Brooklyn, 20 dicembre 1922 – Todi, 5 febbraio 2020), è stata una scultrice e pittrice statunitense.
È conosciuta per le sue opere monumentali e architettoniche, per alcuni interventi di land art e di connective art. Il suo percorso artistico si snoda tra due culture e due continenti: gli Stati Uniti, dove è nata, e l'Europa, in particolare l'Italia, sua residenza di elezione.

## Biografia

### Gli inizi
Beverly Stoll nasce a Brooklyn nel 1922, in una famiglia ebrea di estrazione borghese. Suo padre commercia in tessuti, tappeti e pellicce. Lei studia design pubblicitario, fotografia e design industriale; intraprende la carriera di Art Director commerciale. Subito dopo la seconda guerra mondiale si trasferisce a Parigi nel 1949, per studiare pittura con Fernand Léger e André Lhote all'Accademia della Grande Chaumière; frequenta atelier di artisti come Zadkine e Brâncuși.
Visita l'Italia e si trasferisce nel 1951 a Roma, grazie ad una borsa di studio per la pittura ottenuta dal Ministero degli Affari Esteri italiano.

### In Italia
Dapprima pittrice figurativa poi astratta, nel 1952 alla Galleria dello Zodiaco a Roma, inaugura la sua prima personale di pittura, con presentazione di Carlo Levi.
Durante il periodo romano frequenta il Gruppo Forma 1, composto da Giulio Turcato, Piero Dorazio, Pietro Consagra, Achille Perilli; conosce Toti Scialoja, Renato Guttuso; incontra Lucio Manisco e anche Anna Magnani; e poi registi quali Fellini, Antonioni, Pontecorvo, Giuseppe De Santis, poeti, fotografi (Milton Gendel) e critici come Giovanni Carandente, Giancarlo Vigorelli e Lorenza Trucchi.
Negli anni 1954-1958, dividendosi fra Roma e gli Stati Uniti, comincia a realizzare piccole sculture in legno e argilla.  Nel 1961 per la prima volta, espone sculture a New York e poi a Roma, alla galleria Pogliani.

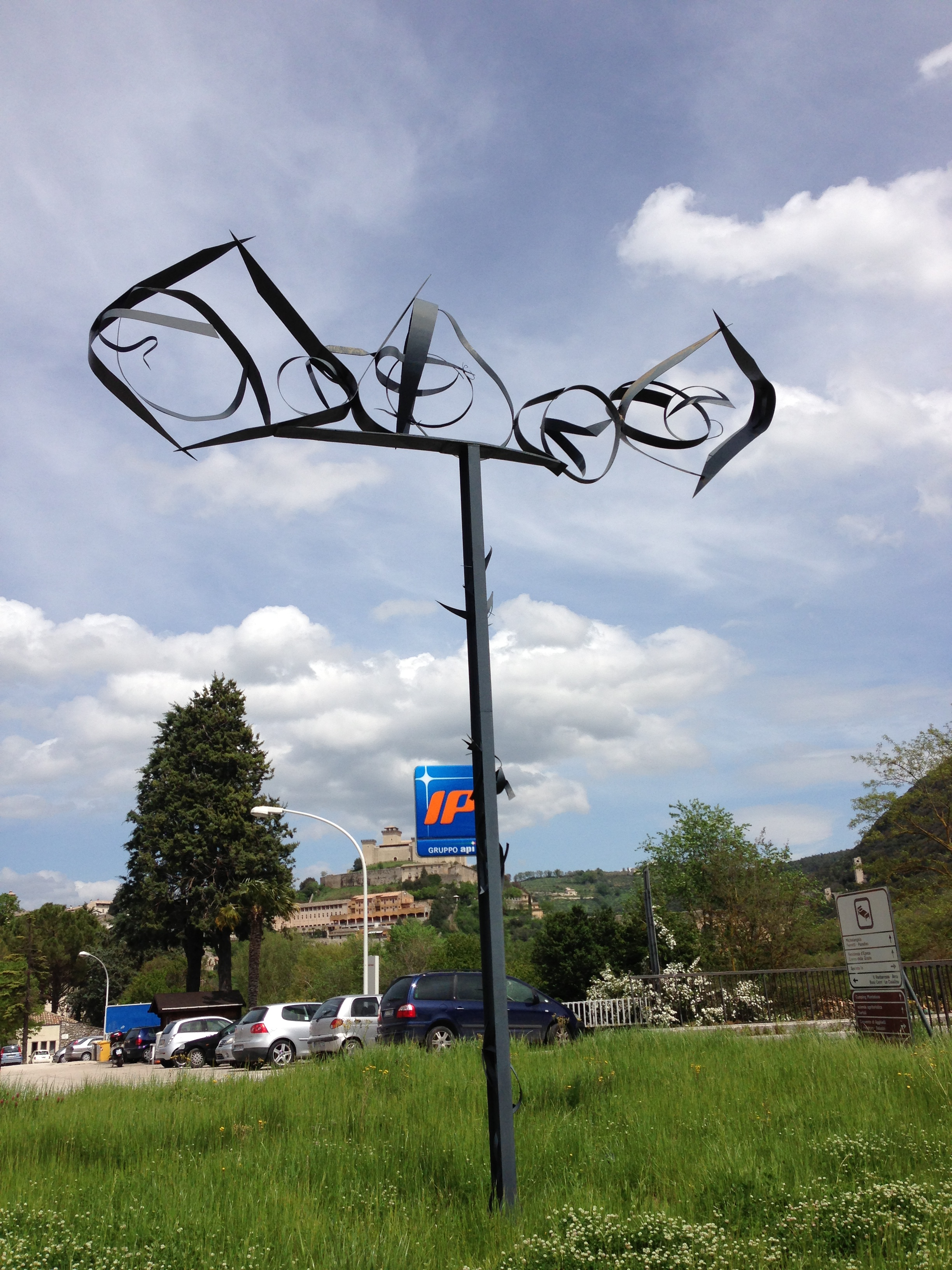
Il dono di Icaro, opera donata a Spoleto nel 1962

Il direttore artistico delle Arti Visive del Festival dei Due Mondi Giovanni Carandente, dopo avere visitato la mostra, in prevalenza composta da sculture in legno, propone all'artista di esporre nell'ambito del festival successivo a Spoleto; le chiede di sperimentare la saldatura e di modellare e scolpire il metallo. La Pepper in breve tempo apprende le competenze di base necessarie e nella primavera del 1962 lavora nelle officine italiane dell'Italsider, insieme ad altri 10 fra i maggiori scultori contemporanei.
Presso lo Stabilimento siderurgico Piombino realizza diciassette opere di medie dimensioni e tre più grandi per la mostra a cielo aperto Sculture nella città organizzata da Carandente a Spoleto; con lei sono David Smith e Alexander Calder, gli unici altri scultori americani fra i 53 presenti. La scultura Il dono di Icaro, resterà in dono al Comune; ancora oggi è collocata nel luogo per il quale è stata creata, presso l'ingresso sud della città.
Nell'estate del 1965 lavora presso la Terninox di Terni e crea l'opera John F. Kennedy Memorial per il Weizmann Institute di Rehovot. Nel 1970 realizza Campond, una scultura sbilanciata, che inaugura un filone di sculture squilibrate. L'opera resterà per molti anni davanti alla Galleria nazionale d'arte moderna di Roma, per essere poi trasferita a New York. Nel 1972 espone alla XXXVI Biennale di Venezia e nel 1977 a Kassel, alla mostra Documenta 6.
Ancora a Terni compone Todi Columns, sculture monolitiche, pensate per la piazza del Popolo di Todi nel 1979. Nel 1996 verranno trasferite a Venezia all'interno della piazza dello Spazio Thetis.
Comincia a lavorare a Villa Celle a Pistoia nel 1991; un anno dopo inaugura lo Spazio Teatro Celle - Omaggio a Pietro Porcinai, un'opera d'arte e nello stesso tempo un teatro funzionante, dove d'estate si tengono spettacoli. Sempre del 1991 l'artista lavora per un'installazione a Narni. È del 1998 la grandiosa retrospettiva a Firenze al Forte Belvedere, con la quale l'artista celebra i trent'anni di sculture.
Nel 2005, sempre a Firenze al Palazzo dei Cartelloni vengono esposti circa quaranta disegni, realizzati con varie tecniche che hanno avuto un ruolo attivo e costante nella sua opera. Nel 1994 la galleria degli Uffizi ne aveva acquistato uno per la collezione di arte contemporanea.
Una scultura ambientale dal titolo Brufa Broken Circle, in acciaio Corten, pietra, terra, prato e ghiaia, viene inaugurata nell'agosto del 2011 a Brufa alla presenza dell'autrice; l'opera viene collocata all'interno del Parco sculture.
Quattro sculture monumentali vengono esposte al museo dell'Ara Pacis a Roma dal dicembre 2014 al marzo 2015.
Nel 2018 viene inaugurata all'Aquila, nell'ambito del progetto Nove artisti per la ricostruzione; l'Amphisculpture, un grande anfiteatro all'aperto posto all'interno del Parco del Sole di Collemaggio; l'area adibita a palcoscenico servirà d'inverno da pista di pattinaggio sul ghiaccio.
Nel 2019, grazie alla donazione di sedici opere monumentali provenienti dalla collezione privata dell'artista, viene inaugurato a Todi il Parco di Beverly Pepper (Parco della Rocca), primo parco monotematico di scultura contemporanea in Umbria e il primo della scultrice nel mondo, progettato dall'artista stessa. Il museo a cielo aperto si snoda nel centro storico, dalla chiesa di San Fortunato al tempio rinascimentale di Santa Maria della Consolazione.

### Vita privata
Durante il periodo di studi a Parigi, Beverly Pepper visita l'Italia e incontra a Roma lo scrittore giornalista Curtis Bill Pepper (30 agosto 1917 – 4 aprile 2014). Si sposano a Parigi per poi tornare subito a Roma e trasferirsi a Positano per circa un anno.
Nel 1950 torna a New York dove nasce la figlia Jorie Graham, poetessa di successo. Nasce invece a Roma nel 1954 il secondo figlio, John Randolph Pepper, fotografo (allievo di Ugo Mulas) e regista teatrale e cinematografico.
Nel 1972 si trasferisce con il marito sulle colline umbre, a Todi, dove fissa la propria dimora e lo studio italiano.

## Stile e tecnica
La sua lunga carriera è stata caratterizzata da una pionieristica ricerca nell'uso di materiali per le proprie sculture, di importanti progetti e di pubbliche installazioni.
Dopo i suoi esordi pittorici, legati all'esperienza parigina, e dopo una visita al tempio di Angkor Wat in Cambogia, le cui rovine la colpiscono particolarmente, rivolge i suoi interessi alla scultura, dapprima in legno, argilla, e successivamente in cemento e acciaio, a volte dipinti.
Nelle fonderie italiane studia le varie tecniche che le consentiranno di trattare materiali come il ferro e la ghisa, ricerca effetti con ruggini e patine grezze; sperimenta nuovi materiali: l'acciaio inossidabile, il Cor-Ten, che sabbia esternamente e dipinge all'interno; conosce la placcatura del cromo e il ferro sferoidale. Nel 1965 alla Marlborough Gallery di Roma si nota il passaggio da forme espressionistiche a forme geometriche.
Dall'anno 1967 sperimenta progetti ambientali: utilizza tutto ciò che la natura le mette a disposizione: erba, sabbia, fieno, terra, piante. Prende ispirazione dalle varie forme e forze che la natura esprime, cerca di valorizzare la relazione natura-paesaggio attraverso la propria arte; mantiene anche uno stretto rapporto con il tessuto sociale, con le aree urbane e suburbane (connective-art).
Il suo primo grande progetto ambientale, realizzato in acciaio inox, si trova a Dallas, si intitola Dallas Land Canal. Anche Boston le commissiona un'opera monumentale Sudden Presence, (1971) in Cor-Ten.
Dalla fine degli anni settanta la sua produzione è segnata da un maggiore verticalismo, inizia la serie di sculture totemiche, in ghisa, mentre è del 1980 il primo dei Markers, colonne in ghisa di notevoli dimensioni.
Dal 1980 in poi riceve commissioni di installazioni ambientali in America, Europa e Asia. Si dedica ancora alla ricerca sui materiali come la colorazione della ceramica (largamente usata anni dopo al Parc de l'Estació del Nord di Barcellona) e la ghisa "scanalata".
Nel 1987 espone al Brooklyn Museum e nel 1991 al Contemporary sculpture center di Tokyo, poi a New York al Metropolitan Museum.

## Land artnel mondo
- 1974, Amphisculpture a Bedminster nel New Jersey, un anfiteatro realizzato su commissione di AT & T Control Center[25][26]
- 1986-1992, Sol I Ombra Park, piastrelle di ceramica, cemento, ghisa, terra, erba e alberi, in un parco di 35.000 metri quadrati, per le Olimpiadi di Barcellona[27][28]
- 1991-1992 Teatro Celle - Omaggio a Pietro Porcinai, un teatro-scultura, all'interno del parco-scultura di Villa Celle a Pistoia
- 1993-1994, Palingenesis, in ghisa, terra e erba, lunghezza 100 metri, per il Credit Suisse, Zurigo[29]
- 1999-2005, Walls of Memory, for my Grandmother, Europos Parkas, Vilnius, Lituania[30]
- 2001-2002, Omphalon, terra, pietra serena, Collezione Sergio Longo, Camusac di Cassino[31]
- 2003, Cromlech Glen, Laumeier Sculpture Park, Saint Louis, Missouri[32]
- 2008, Waccabuc Amphitheatre, New York State[33]
- 2008-2010, Hawk Hill Calgary Sentinels, colonne in cor-ten, prato, terra, Ralph Klein Park, Calgary, Canada.[34]

## Le più importanti opere permanenti
- 1962, Il dono di Icaro, Spoleto

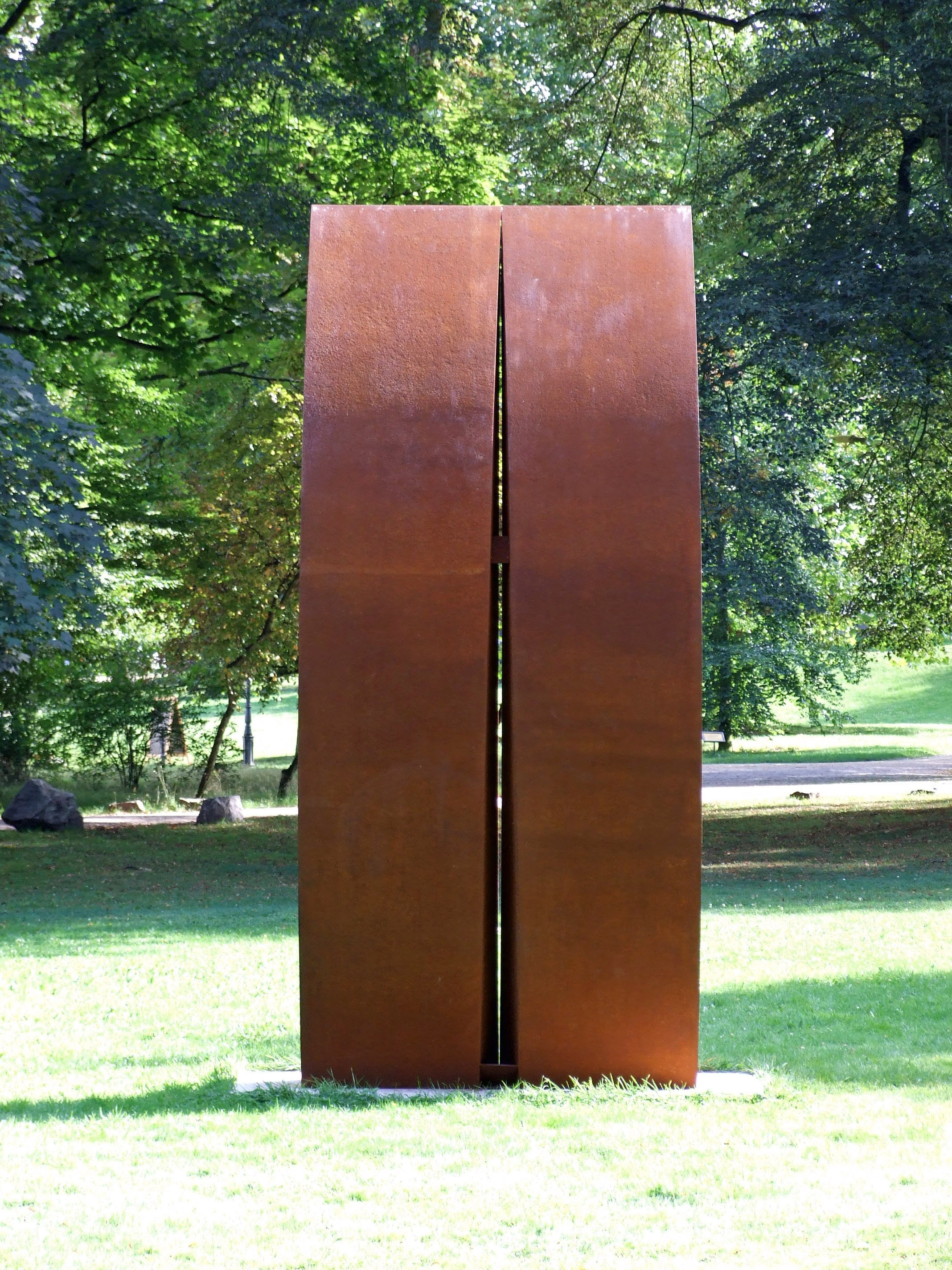
Longo Monolith, cor-ten. Parco del Camusac di Cassino

Ascensione Beverly Pepper 2008, piazza San Pietro, Assisi. Cor-ten, m. 6,65x6,65x3,15

- 1962, Salute a Genova, ferro, Villa Bombrini, Genova-Cornigliano
- 1963, Contrappunto, acciaio inossidabile, New York[35]
- 1964, Kennedy Memorial, Rehovot, Israel, Istituto Weizmann
- 1966, Strands of Mirror, Southland Mall, Memphis
- 1971, Sudden Presence, Government Center, Boston
- 1975, Exalibur, Federal Building, San Diego, California[36]
- 1975, Thel, acciaio verniciato bianco, erba, Dartmouth College, New Hampshire[37]
- 1977, Phaedrus, Federal Reserve Bank, Philadelphia[38]
- 1993-1996, The Manhattan Sentinels, Federal Plaza, New York[39]
- 1998-2000, Sacramento Stele, pietra serena, Sacramento, California
- 2004, Denver Monoliths, Denver Art Museum, Denver, Colorado[40]
- 2006, Longo Monolith, Collezione Longo, Camusac di Cassino
- 2008, Ascensione, piazza San Pietro, Assisi[41]. Cor-ten, m. 6,65x6,65x3,15. Posizionata nel 2008 sul prato antistante la chiesa di S. Pietro in Assisi, profilata sulla pianura. È un oggetto grandioso, un’iperbole tridimensionale che si innalza, come il titolo indica, restringendosi, con una linea che la divide irregolarmente in due parti, penetrandovi appena, come il taglio di una lama. Una tensione verso il cielo che prende lo slancio dal sagrato della chiesa e dalla sua facciata antica, dall’ampio respiro della pianura, dalle case della città sovrastante che la guardano. Un dialogo serrato con l’ambiente circostante, favorito dalla finta ruggine del Cor-ten, che ne antichizza l’aspetto, integrandola con la storia. La sintesi che l’artista ottiene con l’essenzialità delle sue forme, è inversamente proporzionale all’ingombro del materiale: la leggerezza del pensiero, la spiritualità che evoca e la massività della sostanza. Scultura strettamente connessa con la terra, interpreta un sentimento che proviene dalla storia delle città e delle campagne.
- 2011, Brufa broken circle, corten, pietra, terra, prato e ghiaia, Brufa (Perugia).[42]

## Premi e riconoscimenti
- 2013 Premio Lifetime Achievement, Centro Internazionale di Scultura, New York[43]
- 2011 National Academican, National Academy Museum and School, New York
- 2007 Alumni Achievement Award, Pratt Institute, Brooklyn, New York
- 2003 Alexander Calder premio per la Scultura, Alexander Calder Prize, Saché, Francia
- 2003 Pratt Institute Legends Award, Pratt Institute, Brooklyn, New York
- 1999 Allied Arts Honor Award, The American Institute of Architects, Jefferson City, Missouri
- 1994 Outstanding Achievement in the Visual Arts, Women's Caucus for Art, Queens Museum of Art, Queens, New York
- 1992 Amico di Barcellona, Barcellona
- 1987 Accademico di Merito dell'Accademia di Belle Arti Pietro Vannucci di Perugia
- 1987 Path Celebrity, Brooklyn Botanic Garden, Brooklyn, New York
- 1983 Dottore di Belle Arti, Istituto Maryland, Baltimora, Maryland
- 1982 Dottore di Belle Arti, Pratt Institute, Brooklyn, New York

## Beverly Pepper nei musei
(Elenco non esaustivo)
- Metropolitan Museum of Art, New York City
- Albright-Knox Art Gallery, Buffalo
- Walker Art Center, Minneapolis
- White House Sculpture Garden, Washington
- Hirshhorn Museum and Sculpture Garden, Washington
- National Museum of American Art, Smithsonian Institution, Washington
- San Francisco Museum of Art, San Francisco
- Whitney Museum of American Art, New York
- Centro Georges Pompidou, Parigi
- Denver Art Museum, Denver, Colorado
- Contemporary Sculpture Center, Tokyo
- Albertina Museum, Vienna
- Museo d'arte contemporanea, Barcellona
- Wohl Rose Garden, Gerusalemme
- Galleria nazionale d'arte moderna di Roma
- Museum of Modern Art, Sapporo
- Jardins du Palais Royal, Parigi
- Museo Carandente, Palazzo Collicola - Arti visive, Spoleto
- Camusac, Cassino